# Ezkio-Itsaso
Ezkio-Itsaso (Ezquioga-Ichaso in spagnolo) è stato un comune spagnolo di 544 abitanti situato nella comunità autonoma dei Paesi Baschi. Nato nel 1965 dalla fusione dei comuni di Ezkio e di Itsaso, fu soppresso nel 2016 col ritorno all'autonomia dei due centri.